# Arnaud Baville
Arnaud Baville, né le 11 décembre 1757 à Fronton et mort le 24 octobre 1813 à Magdebourg des suites de ses blessures reçues le 27 août durant la bataille de Lübnitz, est un général français de la Révolution et de l’Empire.

## État de service
Le 25 février 1776, il entre comme soldat au régiment de Bourbonnais, fait campagne en Amérique de 1780 à 1783, comme sergent et se trouve au siège de Yorktown.
En 1791, il devient sous-lieutenant, et le 1er avril 1792, il est promu adjudant major au 4e bataillon de volontaires du Jura. Il passe chef de bataillon le 28 avril, puis tout aussitôt lieutenant-colonel et il sert à l'armée du Rhin.
Le 17 juin 1794, il est nommé chef de brigade de la 25e demi-brigade de bataille, et le 13 juin 1795, il est promu général de brigade à l'armée des côtes de Cherbourg. Il commande l'hôtel des Invalides le 19 janvier 1796.
En 1797, il est réformé mais replacé en activité le 16 août 1798 et affecté aux armées de Rhin-et-Moselle, puis de Sambre-et-Meuse, pour revenir à celle de Rhin-et-Moselle en 1799 et y servir jusqu'en 1801. 
Titulaire ensuite de divers commandements à l'intérieur, il rejoint la Grande Armée en 1806 et combat à Pultuck le 26 décembre. De nouveau à l'intérieur jusqu'en 1813, il est admis à la retraite, mais rappelé presque aussitôt pour commander la place de Pirna en Allemagne, employé enfin à la défense de Magdebourg. Blessé à Lübnitz (de) le 27 août 1813, il meurt le 24 octobre à l'hôpital de Magdebourg.

## Titre, décorations, honneurs
- 14 juin 1804 : commandeur de la Légion d'honneur[1]

## Descendance
Descendance en ligne féminine : Famille Rougevin-Baville.

## Sources
- Paule-Cécile Minot, Versailles à travers ces grandes familles, Nouvelles Éditions latines, 1994, 228 p. (ISBN 978-2-7233-0490-0), p. 176
- Charles Gavard, Galeries historiques du palais de Versailles, vol. 1, Impr. royale, 1840 (lire en ligne), p. 74